# 卡喬格 (紐約州)
卡喬格（英語：Cutchogue）是位於美國紐約州薩福克縣的普查規定居民點。

## 人口
根據2020年美國人口普查的數據，卡喬格的面積為28.35平方千米，當中陸地面積為25.32平方千米，而水域面積為3.02平方千米。當地共有人口3437人，而人口密度為每平方千米121.23人。